# Square Raoul-Nordling
Le square Raoul-Nordling est un espace vert du 11e arrondissement de Paris. Il est situé au sud de l'église Sainte-Marguerite.

## Situation et accès
Le square est accessible par le 28, rue Saint-Bernard.
Il est desservi par la ligne 8 à la station Faidherbe - Chaligny.

## Origine du nom
Il rend hommage à Raoul Nordling (1882-1962) un homme d'affaires et consul suédois.